# Fawzia Koofi
Fawzia Koofi (parfois Fawzia Kofi), née en 1975 est une femme politique et féministe afghane. Elle est députée de la circonscription du Badakhchan de 2005 à 2019 et vice-présidente de l'Assemblée nationale.

## Biographie

### Jeunesse et études
Fille d'un père polygame et d'une de ses sept femmes, elle est d'abord rejetée par ses parents à cause de son sexe. Mais à force de conviction, elle parvient à persuader sa mère d'être envoyée à l'école : elle est alors la seule fille de la famille à suivre une scolarité. Son père a été député pendant 25 ans mais décède à la fin de la
première guerre d'Afghanistan (1979-1989), tué par des moudjahids alors que Fawzia était âgée de quatre ans. Elle souhaite d'abord devenir médecin, puis étudie les sciences politiques et devient membre de l'UNICEF.

### Carrière politique

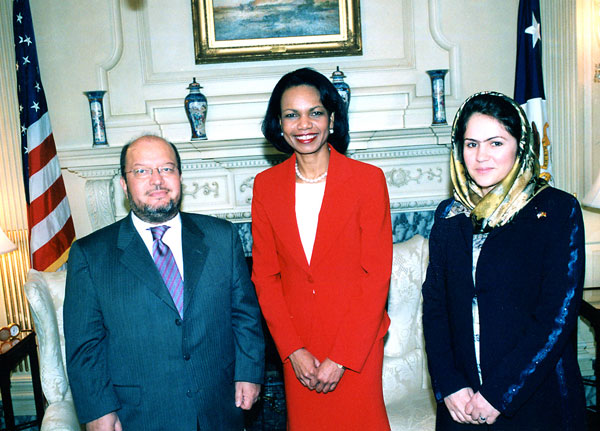
La secrétaire d'État américaine Condoleeza Rice (au centre), avec le président du Sénat afghan Sayed Ahmed Gailani (à gauche) et la vice-présidente de l'Assemblée nationale afghane, Fawzia Koofi (à droite), à Washington (États-Unis), en 2006.

Fawzia Koofi commence sa carrière politique en 2001, après la chute du régime taliban, où elle fait partie de la direction de la campagne « Back to school », promouvant la scolarisation des filles.
Aux élections législatives de 2005, elle est élue députée à l'Assemblée nationale, pour la circonscription Badakhchan (située non loin de la Chine et du Tadjkisitan) et en devient la vice-présidente : « Vous ne pouvez pas imaginer le regard que m'adressaient des ténors politiques ou des chefs de tribus quand ils voyaient une femme diriger les débats de la Chambre en l'absence de son président ». Elle est réélue aux élections législatives de 2010 et est alors la députée la mieux élue parmi les 69 femmes membres de l'Assemblée. Elle échappe à un attentat le 8 mars 2010, près de la ville de Tora Bora.
Un temps pressentie pour se présenter à l'élection présidentielle de 2014, elle n'est finalement pas candidate.
En 2018, sa candidature aux élections législatives est rejetée au motif qu'elle dirigerait une milice armée.

### Engagement féministe
Défendant les droits des femmes, elle déclare ainsi dans une lettre à ses filles : « Après ma mort, vous devez absolument continuer vos études. L'éducation est la seule façon de s'en sortir pour les filles afghanes ».

### Négociations de paix de 2020-2021
Fawzia Koofi est une des quatre femmes à participer aux négociations de paix entre les Talibans et le gouvernement afghan, comme représentante de ce dernier. Le 14 août 2020, elle est blessée par balles sur l'autoroute Parwan-Kaboul et doit être hospitalisée, la tentative d'assassinat n'est pas revendiquée et les Talibans nient toute responsabilité. Elle annonce le maintien de sa participation aux négociations sur son lit d'hôpital, le 16 août.
Après la prise de Kaboul par les talibans le 15 août 2021, Fawzia Koofi est exfiltrée du pays et vit depuis en exil.

### Vie personnelle
Elle déclare qu'elle a « été la seule fille de la famille à pouvoir choisir mon mari ». Son époux s'appelle Hamid. Sous le régime taliban, il est enlevé puis relâché, mais il décède peu de temps après de maladie.

## Publication
- Lettres à mes filles, éditions Michel Lafon, 2011, 347 pages.
- Lettres à mes sœurs, éditions Michel Lafon, 2025